# Arrows FA1
Arrows FA1 — гоночный  автомобиль команды Формулы-1 Arrows, сконструированный Тони Саутгейтом для участия в сезоне 1978 года.

## История
Команда Arrows была создана ушедшим из Shadow Джеком Оливером. Вместе с ним в команду пришли конструкторы Тони Саутгейт, Дэйв Уосс и пилот Риккардо Патрезе.
Шасси FA1 было создано Саутгейтом за два месяца, команда даже пропустила первый этап Чемпионата-1978. На втором этапе в Жакарепагуа был выставлен лишь один автомобиль. В третьей гонке к ниму добавился второй под управлением Рольфа Штоммелена. Машина была неплохо спроектирована и смогла набрать очки уже в своей третьей гонке. На Гран-при Швеции Патрезе удалось финишировать вторым.
Однако ещё в Лонг-Бич появилась Shadow DN9 - практически точная копия Arrows FA1 и хозяева Shadow подали в суд на конструкторов и команду Arrows. И хотя Саутгейт пытался оправдаться тем, что это шасси спроектировано им, суд постановил прекратить дальнейшее использование FA1. Команде в срочном порядке пришлось создавать новый автомобиль - Arrows A1.

## Результаты выступлений в гонках
| Год  | Команда    | Двигатель            | Шины | Пилоты    | 1   | 2   | 3    | 4   | 5    | 6    | 7    | 8   | 9   | 10   | 11  | 12  | 13  | 14  | 15  | 16  | Место | Очки |
| ---- | ---------- | -------------------- | ---- | --------- | --- | --- | ---- | --- | ---- | ---- | ---- | --- | --- | ---- | --- | --- | --- | --- | --- | --- | ----- | ---- |
| 1978 | Arrows FA1 | Ford Cosworth DFV V8 | G    |           | АРГ | БРА | ЮАР  | СШЗ | МОН  | БЕЛ  | ИСП  | ШВЕ | ФРА | ВЕЛ  | ГЕР | АВТ | НИД | ИТА | США | КАН | 9     | 11   |
| 1978 | Arrows FA1 | Ford Cosworth DFV V8 | G    | Патрезе   |     | 10  | Сход | 6   | 6    | Сход | Сход | 2   | 8   | Сход | 9   |     |     |     |     |     | 9     | 11   |
| 1978 | Arrows FA1 | Ford Cosworth DFV V8 | G    | Штоммелен |     |     | 9    | 9   | Сход | Сход | 14   | 14  | 15  | НКВ  | ДСК |     |     |     |     |     | 9     | 11   |

| Легенда к таблице |                                                                    |
| --- | ------------------------------------------------------------------ |
| В таблице перечислены результаты всех Гран-при Формулы-1, в которых использовался автомобиль. Строками таблицы являются сезоны, столбцами — этапы чемпионата мира. В каждой клетке указаны сокращённое название этапа и результат, дополнительно обозначенный цветом. Расшифровка обозначений и цветов представлена в нижеследующей таблице. |                                                                    |
| \| Пример \| Описание \| \| ------------ \| ------------------------------------------------------------------ \| \| 1 \| Победитель \| \| 2 \| Второе место \| \| 3 \| Третье место \| \| 5 \| Финишировал, заработав очки \| \| Сход \| Не финишировал, но при этом заработал очки \| \| 12 \| Финишировал, не получив очков \| \| НКЛ \| Финишировал, но не попал в финальную классификацию \| \| 15 \| Участвовал вне зачёта, либо по отдельной классификации \| \| 18 \| Не финишировал, но попал в финальную классификацию \| \| Сход \| Не финишировал \| \| НКВ \| Не прошёл квалификацию \| \| НПКВ \| Не прошёл предквалификацию \| \| ДСК \| Дисквалифицирован \| \| ИСК \| Исключён из протокола соревнований \| \| ТТ \| Заявлен для участия только в тренировках \| \| НС \| Участвовал в квалификации, но не стартовал в гонке \| \| Т \| Травмирован или болен \| \| ОТК \| Отказ от участия \| \| НТР \| Прибыл на соревнования, но на трассу не выезжал \| \| НПР \| Был заявлен в числе участников, но не прибыл к началу соревнований \| \| О \| Соревнования отменены \| \| \| Не участвовал \| \| Поул-позиция \| \| \| Быстрый круг \| \| |                                                                    |
| Пример | Описание                                                           |
| 1 | Победитель                                                         |
| 2 | Второе место                                                       |
| 3 | Третье место                                                       |
| 5 | Финишировал, заработав очки                                        |
| Сход | Не финишировал, но при этом заработал очки                         |
| 12 | Финишировал, не получив очков                                      |
| НКЛ | Финишировал, но не попал в финальную классификацию                 |
| 15 | Участвовал вне зачёта, либо по отдельной классификации             |
| 18 | Не финишировал, но попал в финальную классификацию                 |
| Сход | Не финишировал                                                     |
| НКВ | Не прошёл квалификацию                                             |
| НПКВ | Не прошёл предквалификацию                                         |
| ДСК | Дисквалифицирован                                                  |
| ИСК | Исключён из протокола соревнований                                 |
| ТТ | Заявлен для участия только в тренировках                           |
| НС | Участвовал в квалификации, но не стартовал в гонке                 |
| Т | Травмирован или болен                                              |
| ОТК | Отказ от участия                                                   |
| НТР | Прибыл на соревнования, но на трассу не выезжал                    |
| НПР | Был заявлен в числе участников, но не прибыл к началу соревнований |
| О | Соревнования отменены                                              |
| | Не участвовал                                                      |
| Поул-позиция |                                                                    |
| Быстрый круг |                                                                    |